# Atlassian
Atlassian — австралийская компания, разработчик программного обеспечения для управления разработкой программного обеспечения. Наиболее известные продукты — система отслеживания ошибок Jira и система совместной работы Confluence.
Основана в 2002 году в Сиднее выпускниками Университета Нового Южного Уэльса Майком Кэнон-Бруксом (англ.) и Скоттом Фаркухаром (англ.), стартап развивался на собственные средства основателей в течение нескольких лет.
В 2007 году поглощена компания Cenqua, создатель ряда продуктов для разработки программного обеспечения — Crucible, FishEye, Bamboo, Clover, Jira, продукты сохранены и получили развитие в Atlassian. В июле 2010 года компания привлекла инвестиции $60 млн у венчурных инвесторов Accel Partners. В 2010 году приобретён сервис хостинга проектов и совместной разработки Bitbucket; в 2012 году приобретён сервис HipChat. В 2014 году зарегистрирована управляющая компания в Лондоне, при этом штаб-квартира и основные управленческие и инженерные подразделения сохранили расположение в Сиднее.
10 декабря 2015 года компания осуществила первичное размещение на бирже NASDAQ под тикером TEAM.
В 2017 году компания за $425 млн поглотила фирму-разработчика сервиса управления проектами Trello.